# Rhipicera femorata
Rhipicera femorata is een keversoort uit de familie Rhipiceridae. De wetenschappelijke naam van de soort is voor het eerst geldig gepubliceerd in 1818 door Kirby.